# Friuli Grave Pinot nero
Il Friuli Grave Pinot Nero è un vino DOC la cui produzione è consentita nelle province di Pordenone e Udine.

## Caratteristiche organolettiche
- colore: rosso rubino tendente al granato se invecchiato.
- odore: delicato, caratteristico.
- sapore: asciutto.

## Produzione
Provincia, stagione, volume in ettolitri
- Pordenone  (1990/91)  1456,49
- Pordenone  (1991/92)  1348,58
- Pordenone  (1992/93)  2376,27
- Pordenone  (1993/94)  2499,32
- Pordenone  (1994/95)  1772,81
- Pordenone  (1995/96)  1261,66
- Pordenone  (1996/97)  2107,6
- Udine  (1990/91)  552,88
- Udine  (1991/92)  435,85
- Udine  (1992/93)  359,92
- Udine  (1993/94)  312,56
- Udine  (1994/95)  311,14
- Udine  (1995/96)  342,49
- Udine  (1996/97)  582,48